# ХК Витез
Хокејашки клуб Витез је српски хокејашки клуб из Београда. Утакмице као домаћин игра у леденој дворани Пингвин. Боја клуба је плава, бела и сива.

## Историја
Клуб је основан 2001. године и углавном је радио са млађим селекцијама. Од 2011. клуб се такмичи и у сениорској конкуренцији. У првој такмичарској сезони клуб се пласирао у финале, где је поражен са 2-0 у победама од Партизана.
Следеће сезоне Витез је поново освојио друго место завршивши регуларни део са 22 бода (7 победа, 1 меч изгубљен након продужетака и два пораза). Ове сезоне плеј-оф није игран. У овој сезони Витез је дебитовао у европским такмичењима у Континенталном купу. У првој рунди, у групи А која је одржана у румунском граду Мијеркуреја Чук, Витез је заузео 3 место победивши Макаби Метулу из Израела са 15:0, а изгубили су од турског Башкент Јилдизларија 6:1 и домаћина Чиксереде 6:0.
У сезони 2013/14 заузели су 4. место, а следеће последње 5. место и нису се пласирали у плеј–оф. Иако су имали 8 бодова као Црвена звезда, због лошије гол–разлике завршили су такмичење.

## Успеси
- Првенство Србије
  - Вицепрвак (2) : 2011/12, 2012/13.

## Дворана
Ледена дворана Пингвин је ледена спортска дворана на Новом Београду. Капацитет дворане је 1.000 места. Од тога 600 места је за стајање, 200 места за седење, као и још додатних 200 места који служе у случају потребе.

## Наступи у Хокејашкој лиги Србије
| Сезона   | УТ | Поб | ППр. | ППе. | ИПе. | ИПр. | Изг | ГД | ГП | ГР  | Бод | Плас. | Плеј-оф            |
| -------- | -- | --- | ---- | ---- | ---- | ---- | --- | -- | -- | --- | --- | ----- | ------------------ |
| 2011/12. | 2  | 2   | 0    | 0    | 0    | 0    | 0   | 10 | 0  | +10 | 6   | 1     | Финале             |
| 2012/13. | 10 | 7   | 0    | 0    | 0    | 1    | 2   | 47 | 36 | +11 | 22  | 2     | Није игран плеј-оф |
| 2013/14. | 9  | 4   | 0    | 0    | 0    | 1    | 4   | 39 | 45 | –6  | 13  | 4     | Није игран плеј-оф |
| 2014/15. | 12 | 2   | 0    | 1    | 0    | 0    | 9   | 36 | 82 | –42 | 8   | 5     | Нису се пласирали  |

## Наступи у Континенталном купу
| Сезона   | УТ | Поб | ППр. | ППе. | ИПе. | ИПр. | Изг | ГД | ГП | ГР | Бод |
| -------- | -- | --- | ---- | ---- | ---- | ---- | --- | -- | -- | -- | --- |
| 2012/13. | 3  | 1   | 0    | 0    | 0    | 0    | 2   | 16 | 12 | +4 | 3   |